# Frieda Zamba
Freida Zamba é quatro vezes campeã mundial de surf do Estados Unidos. Ela ganhou três títulos em anos seguidos de 1984 a 1986, em seguida, venceu novamente em 1988. atualmente, vive na Costa Rica.
Frieda Zamba foi a mulher mais jovem a ganhar um concurso pro tour  e o mais jovem campeão do mundo de surf de sempre. Ela passou a ganhar três títulos em uma linha e, em seguida, lutou para ganhar um quarto. Mais que perigosa em ondas pequenas e de tamanho médio de surf, Zamba cruzou o desempenho do abismo que separava surfistas masculino e feminino na década de 80 e, com base apenas no desempenho, é considerado por muitos como o maior surfista de sexo feminino de sempre.
Além de ser um talentoso e tático concorrente Zamba foi incrivelmente popular durante o seu reinado. Ela ganhou seguidos 5 Surfer Poll awards, de 1985 a 1989 e foi perfilado em 1987 na peça da Sports Illustrated intitulada "Rainha do Surf." Em 1998 foi convidada para o Surf Passeio da Fama como o ano em que a Mulher do Ano; a Caminhada é em Huntington Beach, Califórnia. Ela ainda é aclamado como um genuíno herói em sua cidade natal, sendo o óbvio homônimo para o Complexo Aquático Frieda Zamba em Flagler Beach, Flórida.
O surf de Frieda Zamba esmoroceu as fronteiras entre o masculino e o feminino onda de surfistas, e enquanto isso pode ser um clichê usado na descrição de grandes mulheres surfistas, ela provou isso com regularidade lançando fora concorrentes de surf masculino. Em um momento de surf, finalmente, exigiu uma audiência global, Frieda Zamba foi a rainha indiscutível do profissional de surf.